# Josip Kuže
Josip Kuže (Vranje, 13 de novembro de 1952 — Zagreb, 16 de junho de 2013) foi um jogador e treinador de futebol croata. Jogou apenas pelo Dínamo Zagreb entre 1971 e 1981, fazendo um total de 384 partidas, marcando 14 gols. Depois da aposentadoria, iniciou sua carreira de treinador em 1982, tendo passado 2 vezes por seu clube do coração, sendo campeão croata em 2005-06 e levando a equipe aos playoffs da Liga dos Campeões da UEFA, contra o Arsenal da Inglaterra (saiu derrotado por 3 a 0 em Zagreb e por 2 a 1 em Londres). Seu último clube foi o Tianjin Teda da China em 2012.

## Carreira de jogador
Kuže jogou toda sua carreira pelo Dínamo Zagreb, onde atuou por uma década. Durante seus anos jogando com o Dínamo, ele jogou um total de 384 partidas entre 1971 e 1981, marcando 14 gols. Durante sua carreira ele jogou ao lado de grandes jogadores da Iugoslávia como Zlatko Kranjčar, Snješko Cerin, Srećko Bogdan, Velimir Zajec, Ivica Senzen, Marko Mlinaric, Ismet Hadžić, Boro Cvetković e Stjepan Deverić. Apesar de agora morto, continua sendo um dos grandes ídolos da torcida.

## Carreira de treinador
Depois que sua carreira de jogador se encerrou, ele começou a trabalhar como treinador do Sydney Croatia (1982-1984). Treinou  ainda Slavonski Brod (1985-1986), Dinamo Zagreb (1986-1988) e Borac Banja Luka (1988-1989) antes de ser treinador novamente do Dynamo Zagreb, em (1989-1991). Em 1991 ele foi para a Alemanha, para treinar o Rot-Weiss Erfurt (1991-1992) e posteriormente aceitou a oferta do Mainz 05, onde permaneceu até 1994. De 1995 á 1998 ele treinou o time japonês do Gamba Osaka, Kuze voltou a Croácia para treinar o NK Zagreb (1998-1999) e treinou por um período curto o Chemnitz em 2000, depois foi treinar novamente o Gamba Osaka (2000-2002). Ele então passou a treinar o Inter Zapresic (2003-2004) e em 2005 novamente ele foi treinar o Dinamo Zagreb. Em 2007 ele foi treinar o Rijeka, o Varteks e a Seleção de Futebol de Ruanda; em 2008 ele treinou o JEF United Chiba do Japão, mas, após um começo horrível do clube na liga, com 2 empates e 9 derrotas em 11 jogos, acabou sendo demitido, durando apenas 4 meses no cargo. Em 2009 ele foi anunciado como treinador da Seleção Albanesa de Futebol, sendo considerado o maior treinador da história da seleção, por conseguir resultados improváveis (como um empate com a Dinamarca); em 2010, Kuže sofreu um derrame cerebral, e ficou internado em Tirana; apesar disto, ele comandou a seleção da cama do hospital durante um jogo; em 2011, deixou o cargo. Em 2012, foi anunciado como treinador do Tianjin Teda da China, e durou apenas 5 meses, sendo demitido em seguida; este foi seu último clube na carreira, aposentando-se em seguida.

## Morte
Kuže faleceu aos 60 anos de idade, em Zagreb, após lutar contra uma leucemia por alguns meses..